# Chặng đua GP Thổ Nhĩ Kỳ

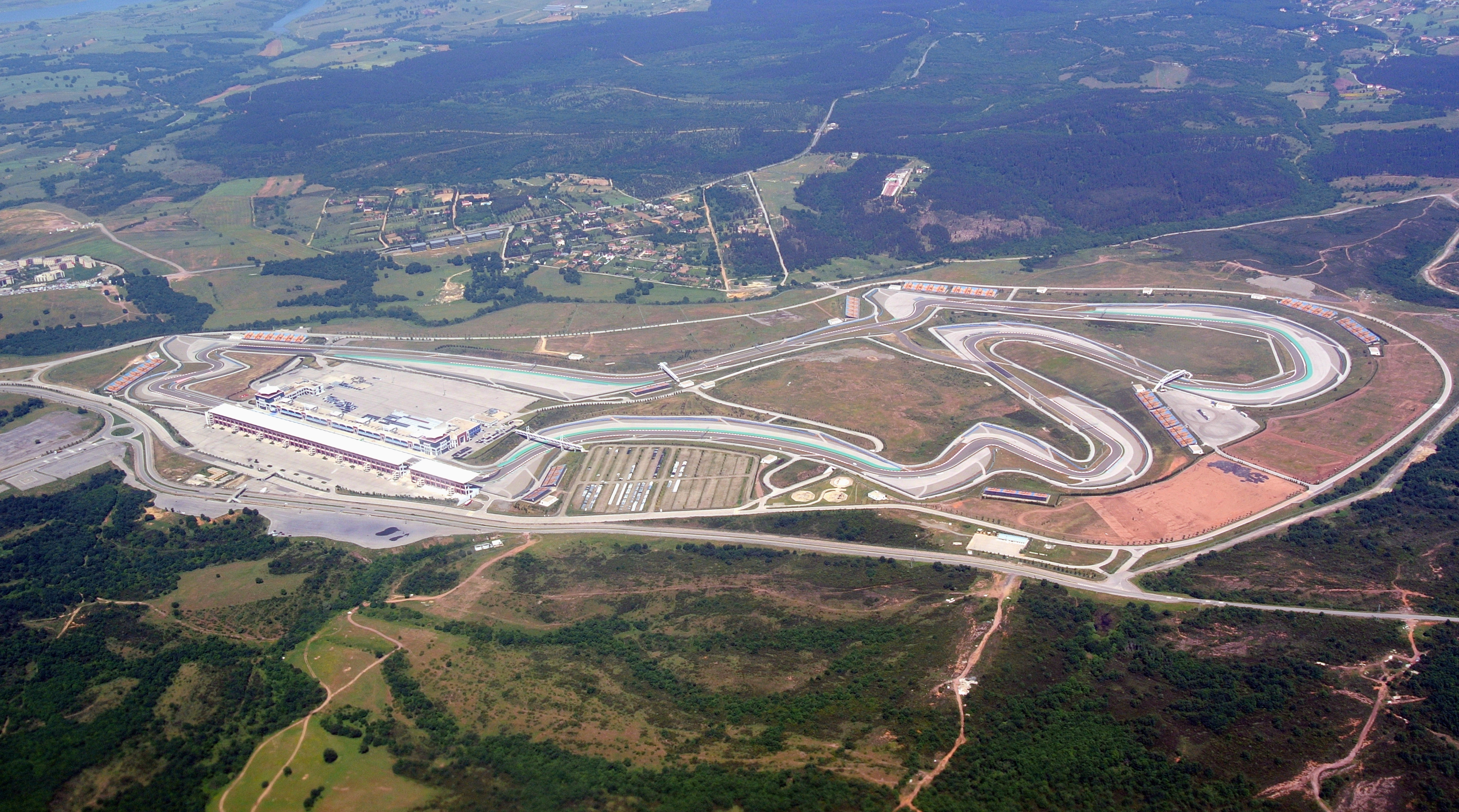
Toàn cảnh trường đua Istanbul Park

Chặng đua GP Thổ Nhĩ Kỳ (tên chính thức Turkish Grand Prix) là một chặng đua của giải đua xe Công thức 1 vô địch thế giới Các đội đua sẽ thi đấu ở trường đua Istanbul Park, Thổ Nhĩ Kỳ.

## Lịch sử
Chặng đua được tổ chức lần đầu vào năm 2005 và duy trì lliên tục đến năm 2011. Tay đua chiến thắng nhiều nhất trong thời kỳ này là Felipe Massa với 3 chiến thắng liên tiếp các năm 2006, 2007, 2008.
Năm 2010: Hai tay đua của Red Bull Racing là Sebastian Vettel và Mark Webber va chạm với nhau khi đang tranh chấp vị trí dẫn đầu, Vettel phải bỏ cuộc còn Webber bị tụt xuống vị trí thứ 3 sau hai tay đua của Mclaren là Lewis Hamilton và Jenson Button. Chính Hamilton và Button cũng tranh giành chiến thắng với nhau một cách vô cùng quyết liệt đến nỗi không có ai vui vẻ khi lên bục podium nhận giải.
Năm 2020: Do tác động của đại dịch COVID-19 khiến cho nhiều chặng đua bị hủy, ban tổ chức đã quyết định bổ sung chặng đua GP Thổ Nhĩ Kỳ vào lịch thi đấu. Người chiến thắng chặng là Lewis Hamilton, anh cũng chính thức đoạt chức vô địch mùa giải 2020, qua đó bắt kịp thành tích 7 lần vô địch F1 của huyền thoại Michael Schumacher.
Năm 2021: Chặng đua không có tên trong lịch thi đấu chính thức, sau đó được bổ sung do chặng đua GP Canada bị hủy. Chỉ vài tuần sau, chặng đua cũng bị hủy do đại dịch COVID-19 ở Thổ Nhĩ Kỳ có diễn biến phức tạp. Đến tháng 6, chặng đua được đưa trở lại lịch thi đấu để thay thế cho chặng đua GP Singapore bị hủy.

## Kết quả theo năm
(Tất cả các chặng đua đều được tổ chức ở trường đua Istanbul Park)
| Năm         | Tay đua          | Đội đua          | Chi tiết |
| ----------- | ---------------- | ---------------- | -------- |
| 2005        | Kimi Räikkönen   | McLaren-Mercedes | Chi tiết |
| 2006        | Felipe Massa     | Ferrari          | Chi tiết |
| 2007        | Felipe Massa     | Ferrari          | Chi tiết |
| 2008        | Felipe Massa     | Ferrari          | Chi tiết |
| 2009        | Jenson Button    | Brawn-Mercedes   | Chi tiết |
| 2010        | Lewis Hamilton   | McLaren-Mercedes | Chi tiết |
| 2011        | Sebastian Vettel | Red Bull-Renault | Chi tiết |
| 2012 – 2019 | Not held         | Not held         | Not held |
| 2020        | Lewis Hamilton   | Mercedes         | Chi tiết |
| 2021        | Valtteri Bottas  | Mercedes         | Chi tiết |